# Faceci w czerni (serial animowany)
Faceci w czerni (oryg. Men in Black: The Series) – amerykański fantastycznonaukowy serial animowany z 1997 roku na podstawie filmu Faceci w czerni z tego samego roku oraz serii komiksów o tym samym tytule wydawnictwa Malibu Comics. W oryginalnej wersji językowej głównym postaciom głosów użyczyli: Ed O’Ross, Keith Diamond, Jennifer Lien, Charles Napier, Patrick Pinney, Pat Fraley, Eddie Barth i Tony Shalhoub. Gregg Berger, Jennifer Martin i Billy West zastąpili w kolejnych sezonach O’Rossa, Lien i Shalhouba.
Faceci w czerni zadebiutowali 11 października 1997 roku w Stanach Zjednoczonych na antenie The WB w paśmie Kids’ WB. Serial zakończono po czterech sezonach. Wyemitowane zostały 53 odcinki, a ostatni – 30 czerwca 2001 roku. W Polsce emitowany był na kanale Polsat.

## Obsada
- Ed O’Ross i Gregg Berger jako Agent K[2]
- Keith Diamond jako Agent J[2]
- Jennifer Lien i Jennifer Martin jako Agent L[2]
- Charles Napier jako Zed[2]
- Patrick Pinney jako robak oraz Idikiukup[2]
- Pat Fraley jako robak oraz Bob[2]
- Eddie Barth jako mops Frank[2]
- Tony Shalhoub i Billy West jako Jack Jeebs[2]
- David Warner jako Alpha[2]
- Adam Baldwin jako Agent X[2]

Ponadto w serialu głosów użyczyli: Vincent D’Onofrio, Clancy Brown, John Mariano, Rino Romano, Bob Glouberman, Jess Harnell, Thomas Dekker, Sherman Howard, Beth Broderick, Miguel Ferrer i Kurtwood Smith.

## Emisja i gry
Pierwszy sezon serialu Faceci w czerni zadebiutował 11 października 1997 roku w Stanach Zjednoczonych na antenie The WB w paśmie skierowanym do dzieci, Kids’ WB. 16 maja 1998 roku pojawił się ostatni, trzynasty odcinek pierwszego sezonu. Drugi sezon liczył również trzynaście odcinków i emitowany był od 19 września 1998 do 6 lutego 1999 roku. Trzeci sezon serialu, wydłużony do czternastu odcinków, pojawił się pomiędzy 30 października 1999 a 7 maja 2000. Czwarty ostatni sezon, który ponownie liczył trzynaście odcinków zadebiutował 16 września 2000 roku. Ostatni, pięćdziesiąty trzeci odcinek serialu, wyemitowano 30 czerwca 2001 roku. W Polsce emitowany był na kanale Polsat.
W 2000 roku Crave Entertainment wydało dwie gry wideo oparte na serialu. W pierwszej, Men in Black: The Series, gracz mógł grać tylko jako Agent J, aby przejść przez poziomy inspirowane odcinkami. Druga, Men in Black: The Series 2 umożliwiło graczowi przełączanie się pomiędzy Agentem J i Agentem K. W 2001 roku Infogrames wydało Men in Black: The Series – Crashdown na PlaySation.

### Przegląd sezonów
| Sezon | Sezon | Odcinki | Premiera sezonu      | Finał sezonu    |
| ----- | ----- | ------- | -------------------- | --------------- |
|       | 1     | 13      | 11 października 1997 | 16 maja 1998    |
|       | 2     | 13      | 19 września 1998     | 6 lutego 1999   |
|       | 3     | 14      | 30 października 1999 | 7 maja 2000     |
|       | 4     | 13      | 16 września 2000     | 30 czerwca 2001 |

## Lista odcinków

### Sezon 1 (1997–1998)
| №  | Nr | Tytuł                           | Reżyseria       | Scenariusz                 | Premiera (The WB)    |
| -- | -- | ------------------------------- | --------------- | -------------------------- | -------------------- |
| 1  | 1  | The Long Goodbye Syndrome       | Frank Paur      | Duane Capizzi              | 11 października 1997 |
| 2  | 2  | The Buzzard Syndrome            | Nathan Chew     | Steve Roberts              | 18 października 1997 |
| 3  | 3  | The Irritable Bow-Wow Syndrome  | Frank Paur      | Mark Amato                 | 25 października 1997 |
| 4  | 4  | The Alpha Syndrome              | Michael Goguen  | Alexx Van Dyne             | 1 listopada 1997     |
| 5  | 5  | The Undercover Syndrome         | Dennis Woodyard | Steve Roberts              | 8 listopada 1997     |
| 6  | 6  | The Neuralyzer Syndrome         | Dennis Woodyard | Mark Amato                 | 15 listopada 1997    |
| 7  | 7  | The Symbiote Syndrome           | Nathan Chew     | Alexx Van Dyne             | 22 listopada 1997    |
| 8  | 8  | The Inanimate Syndrome          | Michael Goguen  | Thomas Pugsley, Greg Klein | 6 grudnia 1997       |
| 9  | 9  | The Psychic Link Syndrome       | Nathan Chew     | Steve Roberts              | 13 grudnia 1997      |
| 10 | 10 | The Head Trip Syndrome          | Michael Goguen  | Thomas Pugsley, Greg Klein | 20 grudnia 1997      |
| 11 | 11 | The Elle of My Dreams Syndrome  | Frank Paur      | Greg Weisman               | 10 stycznia 1998     |
| 12 | 12 | The I Married an Alien Syndrome | Dennis Woodyard | Steve Roberts              | 14 lutego 1998       |
| 13 | 13 | The Take No Prisoners Syndrome  | Dennis Woodyard | Dean Stefan                | 16 maja 1998         |

### Sezon 2 (1998–1999)
| №  | Nr | Tytuł                           | Reżyseria          | Scenariusz                 | Premiera (The WB)    |
| -- | -- | ------------------------------- | ------------------ | -------------------------- | -------------------- |
| 14 | 1  | The Little Big Man Syndrome     | Nathan Chew        | Thomas Pugsley, Greg Klein | 19 września 1998     |
| 15 | 2  | The Quick Clone Syndrome        | Michael Goguen     | Duane Capizzi              | 26 września 1998     |
| 16 | 3  | The Heads You Lose Syndrome     | Christopher Dozois | Alexx Van Dyne             | 3 października 1998  |
| 17 | 4  | The Dog Eat Dog Syndrome        | Nathan Chew        | Steve Roberts              | 10 października 1998 |
| 18 | 5  | The Big Bad Bug Syndrome        | Christopher Dozois | Greg Weisman               | 24 października 1998 |
| 19 | 6  | The Jack O’Lantern Syndrome     | Michael Goguen     | Robin Jill Burger          | 31 października 1998 |
| 20 | 7  | The Sonic Boom Syndrome         | Nathan Chew        | Steve Roberts              | 7 listopada 1998     |
| 21 | 8  | The Bad Seed Syndrome           | Christopher Dozois | Alexx Van Dyne             | 14 listopada 1998    |
| 22 | 9  | The Fmall, Fmall World Syndrome | Michael Goguen     | Duane Capizzi              | 21 listopada 1998    |
| 23 | 10 | The Black Christmas Syndrome    | Michael Goguen     | Duane Capizzi              | 12 grudnia 1998      |
| 24 | 11 | The Supermen in Black Syndrome  | Nathan Chew        | Steve Roberts              | 16 stycznia 1999     |
| 25 | 12 | The Star System Syndrome        | Christopher Dozois | Greg Weisman               | 23 stycznia 1999     |
| 26 | 13 | The Blackguard Syndrome         | Nathan Chew        | Jon Weisman, Greg Weisman  | 6 lutego 1999        |

### Sezon 3 (1999–2000)
| №  | Nr | Tytuł                               | Reżyseria            | Scenariusz                 | Premiera (The WB)    |
| -- | -- | ----------------------------------- | -------------------- | -------------------------- | -------------------- |
| 27 | 1  | The Worm-Guy Guy Syndrome           | Jane Wu Soriano      | Duane Capizzi              | 30 października 1999 |
| 28 | 2  | The Cold Sweat Syndrome             | Bryan Andrews        | Steve Melching             | 6 listopada 1999     |
| 29 | 3  | The Puppy Love Syndrome             | Christopher Berkeley | Thomas Pugsley, Greg Klein | 13 listopada 1999    |
| 30 | 4  | The Lost Continent Syndrome         | Christopher Berkeley | Dean Stefan                | 20 listopada 1999    |
| 31 | 5  | The Way Out West Syndrome           | Nathan Chew          | Tony Schilacci             | 27 listopada 1999    |
| 32 | 6  | The Mine, Mine, Mine Syndrome       | Darwyn Cooke         | Tony Reitano               | 4 grudnia 1999       |
| 33 | 7  | The Bye-Bye Worm Syndrome           | Vincenzo Trippetti   | Alexx Van Dyne             | 11 grudnia 1999      |
| 34 | 8  | The Lights Out Syndrome             | Bryan Andrews        | Nick DuBois                | 29 stycznia 2000     |
| 35 | 9  | The Out to Pasture Syndrome         | Darwyn Cooke         | Dean Stefan                | 12 lutego 2000       |
| 36 | 10 | The Sardines and Ice Cream Syndrome | Christopher Berkeley | Tony Sommo                 | 26 lutego 2000       |
| 37 | 11 | The I Want My Mummy Syndrome        | Bryan Andrews        | Steve Melching             | 12 marca 2000        |
| 38 | 12 | The Baby Kay Syndrome               | Vincenzo Trippetti   | Barry Hawkins              | 23 kwietnia 2000     |
| 39 | 13 | The Bad Doggie Syndrome             | Darwyn Cooke         | Marsha Griffin             | 30 kwietnia 2000     |
| 40 | 14 | The „J” is for James Syndrome       | Jane Wu Soriano      | Dean Stefan                | 7 maja 2000          |

### Sezon 4 (2000–2001)
| №  | Nr | Tytuł                           | Reżyseria            | Scenariusz                 | Premiera (The WB)    |
| -- | -- | ------------------------------- | -------------------- | -------------------------- | -------------------- |
| 41 | 1  | The Musical Chairs Syndrome     | Curt Walstead        | Dean Steffan               | 16 września 2000     |
| 42 | 2  | The Spectacle Syndrome          | Chuck Drost          | Marsha Griffin             | 23 września 2000     |
| 43 | 3  | The Back to School Syndrome     | Michael Goguen       | Len Uhley                  | 30 września 2000     |
| 44 | 4  | The Opening Gambit Syndrome     | Christopher Dozois   | Steven Melching            | 7 października 2000  |
| 45 | 5  | The Future’s So Bright Syndrome | Christopher Dozois   | Thomas Pugsley, Greg Klein | 21 października 2000 |
| 46 | 6  | The Loose Ball Foul Syndrome    | Christopher Berkeley | Alexx Van Dyne             | 14 kwietnia 2001     |
| 47 | 7  | The Hots for Jay Syndrome       | Chuck Drost          | Michael Edens              | 21 kwietnia 2001     |
| 48 | 8  | The Circus Parade Syndrome      | Curt Walstead        | Julia Lewald               | 28 kwietnia 2001     |
| 49 | 9  | The Virtual Crossfire Syndrome  | Chuck Drost          | Dean Stefan                | 5 maja 2001          |
| 50 | 10 | The Breaking News Syndrome      | Curt Walstead        | Marsha Griffin             | 12 maja 2001         |
| 51 | 11 | The Zero to Superhero Syndrome  | Curt Walstead        | Baz Hawkins                | 26 maja 2001         |
| 52 | 12 | The Endgame Syndrome: Episode 1 | Christopher Berkeley | Dean Stefan                | 23 czerwca 2001      |
| 53 | 13 | The Endgame Syndrome: Episode 2 | Chuck Drost          | Dean Stefan                | 30 czerwca 2001      |

## Produkcja
Po sukcesie filmu Faceci w czerni z 1997 roku zdecydowano się na produkcję serialu animowanego opartego zarówno na serii komiksów, jak i samym filmie. Serial stworzyli Duane Capizzi, Jeff Kline i Richard Raynis, a produkcją zajęły się studia Amblin Television, Adelaide Productions i Columbia TriStar Television. Historia w serialu z pewnymi zmianami kontynuowała tę zaczętą w filmie. W roli Agenta K został obsadzony Ed O’Ross, którego od drugiego sezonu zastąpił Gregg Berger, Agentowi J głosu użyczył Keith Diamond. Tony Shalhoub, który zagrał w filmie Jacka Jeebsa, użyczył głosu tej postaci również w serialu. Ponadto Vincent D’Onofrio, który zagrał Edwina w filmie pojawił się gościnnie w serialu podkładając głos kilku postaciom, w tym Edwinowi w retrospekcjach.
Scenariusz wspólnie z Capizzim napisali: Steve Roberts, Mark Amato, Alexx Van Dyne, Thomas Pugsley, Greg Klein, Greg Weisman, Dean Stefan, Robin Jill Burger, Steve Melching, Tony Schillaci, Tony Reitano, Nick DuBois, Tony Sommo, Marsha Griffin, Len Uhley, Julia Lewald, Michael Edens i Baz Hawkins.
Muzykę do serialu skomponował Jim Latham. Instrumentalna wersja utworu „Men in Black” Willa Smitha została wykorzystana jako motyw podczas napisów końcowych serialu.

## Odbiór

### Nagrody i nominacje
| Rok  | Ceremonia           | Kategoria                                     | Nominowani                                                   | Rezultat  | Przypis     |
| ---- | ------------------- | --------------------------------------------- | ------------------------------------------------------------ | --------- | ----------- |
| 1998 | Golden Reel Awards  | Najlepszy montaż dźwięku w serialu animowanym | Faceci w czerni                                              | Nominacja | [ 5 ]       |
| 1999 | Daytime Emmy Awards | Najlepsza edycja dźwięku w serialu animowanym | Michael Warner, Robert Poole                                 | Nominacja | [ 5 ]       |
| 1999 | Kids’ Choice Awards | Ulubiona kreskówka                            | Faceci w czerni                                              | Nominacja | [ 6 ]       |
| 1999 | Golden Reel Awards  | Najlepszy montaż dźwięku w serialu animowanym | Faceci w czerni                                              | Nominacja | [ 5 ]       |
| 2000 | Daytime Emmy Awards | Najlepsza edycja dźwięku                      | Fil Brown, Melissa Ellis                                     | Nominacja | [ 5 ]       |
| 2002 | Daytime Emmy Awards | Najlepsza edycja dźwięku                      | Roshaun Hawley, Paca Thomas, Dan Cubert, Marc S. Perlman     | Wygrana   | [ 7 ] [ 5 ] |
| 2002 | Golden Reel Awards  | Najlepszy montaż dźwięku w serialu animowanym | Marc S. Perlman za odcinek „The Endgame Syndrome: Episode 2” | Nominacja | [ 8 ]       |